# Copa FGF de 2024
A Copa FGF de 2024 ou Mario Jorge Lobo Zagallo é a vigésima edição do torneio realizado pela Federação Gaúcha de Futebol. O nome da competição homenageia o ex-jogador e treinador Zagallo, falecido em janeiro de 2024. O campeão dessa competição assegurará uma vaga para a Copa do Brasil de 2025, além de disputar a Recopa Gaúcha de 2025 com o Grêmio, campeão do Campeonato Gaúcho de Futebol de 2024 - Série A. 

## Regulamento
- Primeira Fase: Os nove clubes jogarão entre si em turno único, com os seis melhores garantindo classificação. Os dois primeiros colocados avançam direto para as semifinais. Os quatro times restantes disputam uma segunda fase. [3]
- Segunda fase: O clube de terceira melhor campanha enfrenta o sexto colocado, enquanto o time que ficar em quarto lugar encara o quinto. Os confrontos serão em jogos de ida e volta e os dois classificados seguem para as semifinais.
- Semifinal: As duas equipes vencedoras dos confrontos da segunda fase enfrentam-se em jogos de ida e volta, com o mando de campo da segunda partida para a equipe de melhor campanha geral, respeitados os critérios de desempate em caso de igualdade de pontos.
- Final: As duas equipes vencedoras dos confrontos da semifinal enfrentam-se em jogos de ida e volta, com o mando de campo da segunda partida para a equipe de melhor campanha geral, respeitados os critérios de desempate em caso de igualdade de pontos.

## Primeira fase
| Pos | Equipe              | Pts | J | V | E | D | GP | GC | SG  | Classificação ou descenso |  | SJO | YPI | JUV | GAU | PFU | INT | AIM | GRE | SPO |
| --- | ------------------- | --- | - | - | - | - | -- | -- | --- | ------------------------- |  | --- | --- | --- | --- | --- | --- | --- | --- | --- |
| 1   | São José-RS         | 18  | 8 | 5 | 3 | 0 | 15 | 6  | +9  | Semifinal                 |  | —   | 3–0 |     |     |     | 4–2 |     | 1–0 | 3–1 |
| 2   | Ypiranga de Erechim | 15  | 8 | 5 | 0 | 3 | 19 | 11 | +8  | Semifinal                 |  |     | —   |     |     | 4–0 | 1–0 |     | 0–1 | 6–1 |
| 3   | Juventude           | 12  | 8 | 4 | 0 | 4 | 10 | 11 | −1  | Segunda fase              |  | 0–1 | 1–2 | —   | 2–1 |     |     | 4–1 |     |     |
| 4   | Gaúcho              | 12  | 8 | 3 | 3 | 2 | 11 | 8  | +3  | Segunda fase              |  | 1–1 | 2–3 |     | —   |     | 0–0 | 2–0 |     |     |
| 5   | Passo Fundo         | 12  | 8 | 3 | 3 | 2 | 11 | 10 | +1  | Segunda fase              |  | 1–1 |     | 4–0 | 0–0 | —   |     | 1–0 |     |     |
| 6   | Internacional       | 11  | 8 | 3 | 2 | 3 | 13 | 10 | +3  | Segunda fase              |  |     |     | 2–1 |     | 2–2 | —   |     | 2–1 | 5–0 |
| 7   | Aimoré              | 10  | 8 | 3 | 1 | 4 | 15 | 13 | +2  |                           |  | 1–1 | 3–2 |     |     |     | 1–0 | —   |     | 8–0 |
| 8   | Grêmio              | 10  | 8 | 3 | 1 | 4 | 7  | 8  | −1  |                           |  |     | 0–1 | 1–3 | 1–0 |     | 3–1 | —   |     |     |
| 9   | São Paulo-RS        | 1   | 8 | 0 | 1 | 7 | 4  | 28 | −24 |                           |  |     | 0–1 | 0–2 | 2–3 |     |     | 0–0 | —   |     |

## Fase final

#### Quartas de final
Em itálico, as equipes que possuem o mando de campo no primeiro jogo e em negrito as equipes classificadas.
| Equipe 1      | Total | Equipe 2  | 1.º jogo | 2.º jogo |
| ------------- | ----- | --------- | -------- | -------- |
| Passo Fundo   | 0–2   | Gaúcho    | 0–1      | 0–1      |
| Internacional | 1–4   | Juventude | 0–1      | 1–3      |

#### Semifinais
|  | Semifinais          | Semifinais        | Semifinais | Semifinais |       |                     | Final | Final | Final | Final |
|  |                     |                   |            |            |       |                     |       |       |       |       |
|  | Juventude           | 0                 | 1          | 1          |       |                     |       |       |       |       |
|  | Ypiranga de Erechim | 0                 | 3          | 3          |       |                     |       |       |       |       |
|  | Ypiranga de Erechim | 0                 | 3          | 3          |       | Ypiranga de Erechim | 2     | 0     | 2 (2) |       |
|  |                     |                   |            |            |       | Ypiranga de Erechim | 2     | 0     | 2 (2) |       |
|  |                     | São José-RS (pen) | 1          | 1          | 2 (4) |                     |       |       |       |       |
|  | Gaúcho              | São José-RS (pen) | 1          | 1          | 2 (4) | 0                   | 2     | 2     |       |       |
|  | Gaúcho              |                   |            |            |       | 0                   | 2     | 2     |       |       |
|  | São José-RS         | 1                 | 2          | 3          |       |                     |       |       |       |       |